# Мінаґава Йоне
Йоне Мінаґава (яп. 皆川 ヨ子 Мінаґава Йоне; 4 січня 1893 року, містечко Акаїке (зараз Фукуті), префектура Фукуока, Японська імперія — 13 серпня 2007 року, містечко Фукуті, префектура Фукуока, Японія) — японська супердовгожителька. Була найстарішою повністю верифікованою нині живою людиною в світі з 28 січня 2007 року (після смерті американської супердовгожительки Емми Тіллман) до власної смерті.

## Життєпис
Йоне Мінаґава народилася в японському містечку Акаїке (зараз містечко Фукуті), що в префектурі Фукуока, Японія, 4 січня 1893 року. Їй вже було більше 50-ти років, коли Японія зазнала поразки у Другій світовій війні. Жінка рано овдовіла і виховувала п'ятьох дітей. Працювала продавцем квітів та овочів в шахтарському містечку на острові Кюсю.
Як розповідали оточуючі, Йоне Мінаґава до самої смерті залишалася свідомою і енергійною людиною. Вона дуже любила солодощі та охоче ділилася ними з оточуючими. Також, незважаючи на похилий вік, довгожителька любила бувати на людях і навіть танцювала, рухаючись в такт музиці на інвалідному візку. Вона часто грала на сямісені, а секретом свого довголіття вважала «хорошу їжу і хороший сон».
У квітні 2005 року, після смерті 114-річної Ури Кояма, Мінаґава стала найстарішою нині живою людиною в Японії, а 28 січня 2007 року, після смертю 114-річної американської довгожительки Емми Тіллман — найстарішою людиною в світі у віці 114 років і 25 днів.
Йоне Мінаґава померла 13 серпня 2007 року у віці 114 років і 221 дні, в будинку для літніх людей містечка Фукуті. Вона пережила чотирьох своїх дітей, але залишила після себе шістьох онуків, дванадцять правнуків і двох праправнуків. Після її смерті найстарішою повністю верифікованою нині живою людиною планети стала американська супердовгожителька Една Паркер.